# سارة أينشتاين
سارة أينشتاين (بالإنجليزية: Sarah Einstein) هي أكاديمية أمريكية، ولدت في 30 نوفمبر 1965 في هنغتينغتون في الولايات المتحدة.